# Leeroy Anton
Leeroy Anton Matesanz, né le 4 mars 1985 à Lyon, est un footballeur français qui évolue au poste de milieu de terrain. Il joue au CS Ollon en 4eme ligue suisse.

## Biographie
Formé à l’Olympique lyonnais avec son cousin Bryan Bergougnoux, il atteint deux fois les demi-finales de la Coupe Gambardella. Il ne parvient cependant pas à s’imposer dans l’équipe réserve et se retrouve au FC Rouen. Souffrant de l’éloignement familial,  il retourne rapidement dans la région lyonnaise dans le club amateur de l’AS Lyon-Duchère et participe à l’épopée du club durant la coupe de France 2005-2006 qui atteindra les huitièmes de finale.
Leeroy Anton évoluera par la suite à Noja en D3 espagnole puis à l’UR Namur en D2 belge. 
Sans club fin 2009, il quitte le continent européen pour intégrer l’Etoile FC  un club français participant au Championnat de Singapour, majoritairement composée de joueurs de la région lyonnaise. Arrivé en février 2011, Leeroy Anton se distingue rapidement en inscrivant un but en finale de la Coupe de la Ligue de Singapour (remportée 3-1), après être entré en jeu dans les dernières minutes. Son adaptation au pays est cependant difficile, et le joueur quittera le club trois mois plus tard. 
Il rejouera la saison suivante au FC Massongex, club amateur suisse.

## Palmarès
- Championnat de Singapour
  - Vainqueur : 2010

- Coupe de la Ligue de Singapour
  - Vainqueur : 2010